# Echilibru acido-bazic sanguin
Echilibrul acido-bazic al sângelui e reglat și menținut pe un interval de valori corespunzător funcționării organismului de sistemele tampon sanguine prin mecanisme fizico-chimice ce apelează si la mecanismele biologice specifice anumitor organe, cum ar fi plămânul, ficatul, rinichiul, pielea etc.
Fiecare sistem tampon are două elemente reprezentate fie de un acid slab și sarea sa cu o bază puternică, fie de o bază slabă și sarea sa cu un acid tare. Sistemul tampon acționează în sensul reducerii amplitudinii variațiilor de pH. În prezența unui acid tare, sistemul tampon îl transformă în sarea corespunzătoare, formând cantități echivalente de acid slab. Fiind puțin disociabil, acesta determină o acidifiere a mediului mult redusă față de cea determinată de acidul tare.
În organism există cinci sisteme tampon importante, și anume : sistemul bicarbonat/acid carbonic; sistemul hemoglobină redusă/hemoglobinat de potasiu; sistemul oxihemoglobină/oxihemoglobinat de potasiu; sistemul fosfat monosodic/fosfat disodic;sistemul proteine acide/proteine alcaline.